# Papierowy tygrys
Papierowy tygrys (chiń. upr. 纸老虎; chiń. trad. 紙老虎; pinyin zhǐ lǎohǔ) – stary chiński idiom oznaczający coś niebezpiecznego tylko z pozoru, a w rzeczywistości niegroźnego. Do języka angielskiego idiom ten trafił prawdopodobnie w XIX wieku, a w innych językach spopularyzowany został w latach 50. XX wieku przez chińską propagandę i Mao Zedonga, który chętnie się nim posługiwał. Mianem papierowego tygrysa Mao określał m.in. amerykański imperializm, radziecki rewizjonizm, bombę atomową i własną żonę Jiang Qing (w odniesieniu do jej działalności politycznej, m.in. udziału w rewolucji kulturalnej).

## Geneza

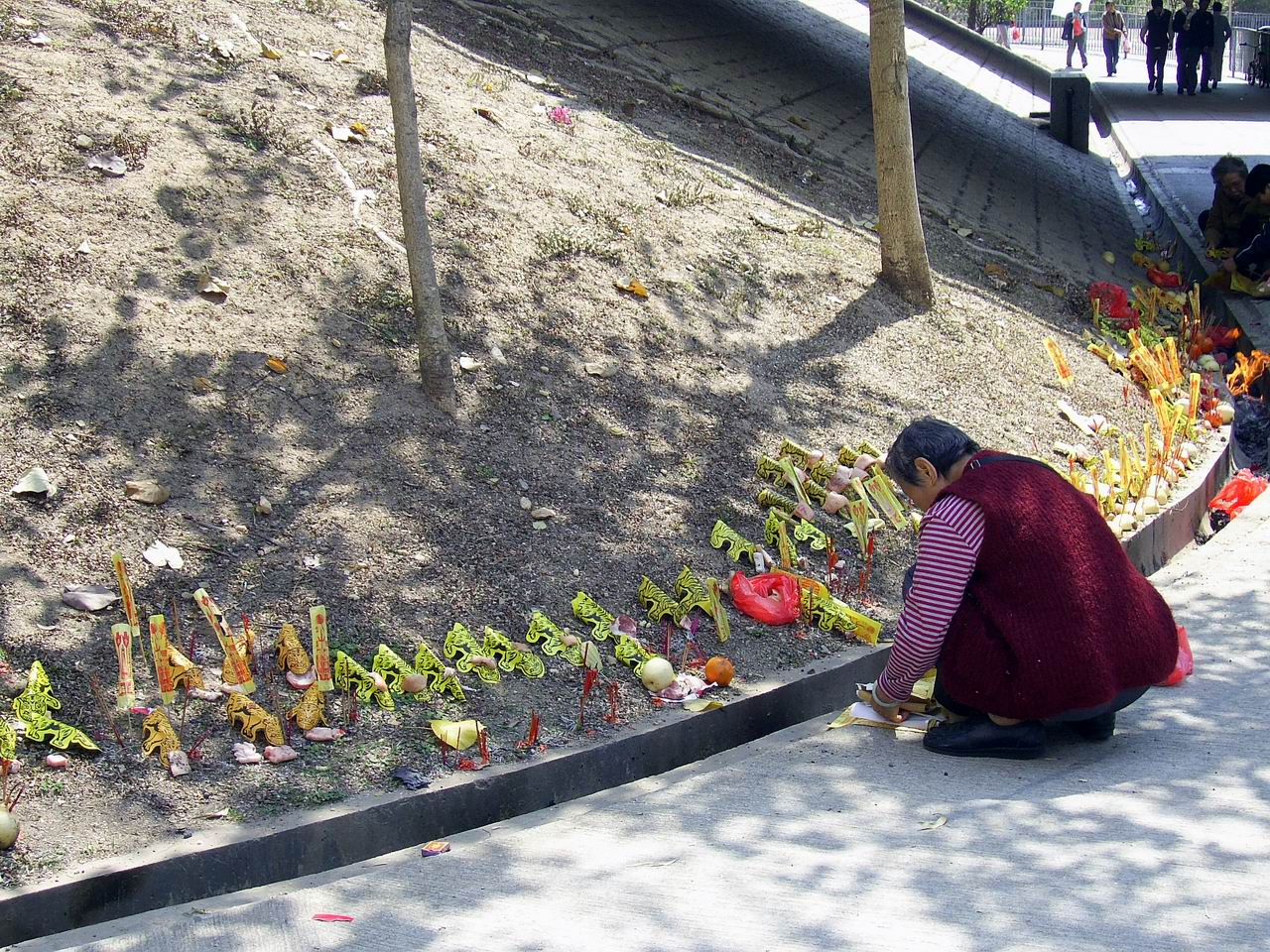
Hongkong, składanie ofiar Bai Hu, symbolizowanemu przez papierowe idole. Zwykle używa się w tym celu krwi wieprzowej i wieprzowiny, które mają "nakarmić" ducha, tak by nie czynił szkody ludziom

W dawnych Chinach wycinanki przedstawiające tygrysa, uważanego za władcę demonów, wieszano na drzwiach domostw. Aby podkreślić majestat stwora na jego czole wypisywano znak wang, czyli król. Wierzono, że złe duchy przestraszą się swego pana i zostawią dane obejście w spokoju. Z tego samego powodu za gadżet chroniący przed duchami uważano lusterko (duch miał się przestraszyć swego własnego odbicia). Do dziś w Chinach można kupić lusterko z nadrukiem tygrysa, króla demonów – taki gadżet łączy obie magiczne funkcje.
Ta rola papierowego tygrysa jest szczególnie ważna w ludowej magii (打小人) z prowincji Guangdong. Jest on tam wykorzystywany przy obrzędach skierowanych do potężnego ducha – Białego Tygrysa Zachodu. W niektórych regionach rytuał obejmuje zniszczenie papierowego idola poprzez podarcie, co ma odpędzić ducha od ludzi.
W znaczeniu idiomatycznym „papierowy tygrys” pojawia się już w klasycznej XIV-wiecznej powieści Opowieści znad brzegów rzek (chiń. 水浒传; pinyin Shuǐhǔchuán). Jeden z bohaterów kwituje reakcję drugiego: „Zobaczył papierowego tygrysa i się wystraszył!” (chiń. 见个纸虎，也吓一交！; pinyin jiàngè zhǐhǔ, yěxiàyījiāo!).

## Mao Zedong
„Papierowy tygrys” wszedł do obiegu poza Chinami za sprawą Mao Zedonga. 6 sierpnia 1946 przeprowadziła z nim wywiad amerykańska dziennikarka Anna Louise Strong, która usłyszała: „Amerykański imperializm i wszyscy reakcjoniści to papierowe tygrysy” (帝国主义和一切反动派都是纸老虎!). W rozmowie do „papierowego tygrysa” Mao porównał także broń atomową („jest papierowym tygrysem wykorzystywanym przez reakcjonistów amerykańskich do zastraszania ludzi”) oraz Czang Kaj-szeka. 
Wywiad ten sygnalizował pogorszenie się stosunków między KPCh a USA, które utrzymywały w bazie komunistów w Yan’anie misję wojskową i prowadziły mediacje między nimi a Kuomintangiem, w co osobiście zaangażował się George Marshall. 
W latach 50. i 60. ten cytat z Mao stał się wszechobecny, powielano go na plakatach propagandowych w Chinach. Na najbardziej znanym widniał chiński żołnierz wrzucający granat przez klapę amerykańskiego czołgu. W otworze widać hełm z literami „U.S.”.
W 1957 roku Mao przybył do Moskwy na zjazd działaczy komunistycznych, na którym „papierowymi tygrysami” nazwał Adolfa Hitlera, rosyjskich carów, cesarzy Japonii i Chin oraz bombę atomową. 
Mao wielokrotnie powtarzał powyższe porównanie. 1 grudnia 1958 opublikował nawet esej „Czy imperializm i wszyscy reakcjoniści są prawdziwymi tygrysami?” (chiń. 《关于帝国主义和一切反动派是不是真老虎的问题》). Za sprawą przywódcy określenie „papierowy tygrys” stało się w Chinach bardzo modne, porównywano je do – rzekomo leninowskiego – „kolosa na glinianych nogach” (Lenin w istocie określał tak carską Rosję, ale samą metaforę ukuł już Denis Diderot po podróży do tego kraju; por. wikicytaty).